# 重组新型冠状病毒融合蛋白疫苗
重组新型冠状病毒融合蛋白疫苗（V-01，商品名为丽康）是中国科学院生物物理研究所與丽珠医药集团股份有限公司共同研发的一款2019冠状病毒病疫苗  ，於2020年7月立项研发，2021年8月在菲律宾进入Ⅲ期临床试验。随后，该疫苗在巴基斯坦、印度尼西亚、俄罗斯和马来西亚相继开展三期临床试验。该疫苗是一种重组融合蛋白疫苗，抗原为嚴重急性呼吸系統綜合症冠狀病毒2型刺突蛋白受体结合域（receptor-binding domain，RBD）、α-干扰素、人源化Fc构建的二聚体融合蛋白。
2022年12月14日，该疫苗成为中国大陆已接种3剂灭活疫苗满6个月人员的第二剂次加强免疫接种选项之一。